# 反貞女大学
『反貞女大学』（はんていじょだいがく）は、三島由紀夫の評論・随筆。『不道徳教育講座』と同系列に属する随筆で、様々な角度から「貞女」、「反貞女」とは何かを、機知、逆説、笑いにあふれた趣で綴りながら、おもに既婚女性向けに生活術的な女性論を展開している作品である。タイトルの『反貞女大学』は、儒教道徳的な『女大学』をもじってつけられた。『反貞女大学』と同様の趣向で男性論となるのが『第一の性』である。
1965年（昭和40年）、『産経新聞』2月7日号から12月19日号まで、「奥さま日曜日です」のコーナーに計45回連載された。単行本は翌年1966年（昭和41年）3月5日に新潮社より刊行された。文庫版はちくま文庫で刊行されている。

## 内容
「第1講 姦通学」、「第2講 軽蔑学」、「第3講 空想学」、「第4講 平和学」、「第5講 嫉妬学」、「第6講 芸術学」、「第7講 食物学」、「第8講 地理学」、「第9講 社交学」、「第10講 経済学」、「第11講 同性学」、「第12講 整形学」、「第13講 尊敬学」、「第14講 技巧学」、「第15講 栄養学」、「第16講 狂女学」の全部で16項目に分かれ、既成の〈貞女〉観に縛られている女性に対して、生活を楽しむヒントを説いている。

## 作品評価・研究
『反貞女大学』は、〈反貞女〉とはどういうものであるかを、その条件などを考察して面白く説いたエッセイであるが、同時代評としては、〈貞女〉観に縛られていた「動脈硬化」的な女性たちの肩を揉みほぐすような意図として受け入れられ評価されている。
田中美代子は、三島が終始一貫し、「見えざる婦徳にしばられた貞女たちに対して、できる限りリラックスして夫の呪縛を放れ、精神的な自由を獲得し、活きいきと生活をたのしむよう」に教授していると解説している。なお、『反貞女大学』が執筆された同時期には、小島信夫の『抱擁家族』などが発表され、夫婦関係が文学的にも社会的にも話題とされていた背景があると広瀬正浩は解説している。
ちなみに三島は、産経新聞連載第32回目の「第11講 同性学｛2｝」に筆者によるコメントとして、〈連載の途中から突然あらはれるといふのは、気の利かないお化けみたいな出方で恐縮〉としながら、以下のように述べている。

## おもな収録刊行本

### 単行本
- 『反貞女大学』（新潮社、1966年3月5日） NCID BN09047814
  - 紙装。橙色帯。213頁
  - ※ 1966年（昭和41年）4月10日発行の2刷でカバー改装（装画：村上芳正）。
- 文庫版『反貞女大学』（ちくま文庫、1994年12月5日） 
  - 装幀：安野光雅。カバー装画：山本容子。カバーデザイン：渡辺和雄
  - 解説：田中美代子「揺れ動く両性の世界地図」
  - 収録作品：「反貞女大学」「第一の性」

### 全集
- 『三島由紀夫全集31巻（評論VII）』（新潮社、1975年11月25日）
  - 装幀：杉山寧。四六判。背革紙継ぎ装。貼函。
  - 月報：島崎博「『三島由紀夫書誌』回想」。《評伝・三島由紀夫31》佐伯彰一「三島由紀夫以前（その7）」。《三島由紀夫論6》田中美代子「『書き手』の伝記」。
  - 収録作品：昭和38年5月から昭和40年4月の評論101篇。
  - ※ 同一内容で豪華限定版（装幀：杉山寧。総革装。天金。緑革貼函。段ボール夫婦外函。A5変型版。本文2色刷）が1,000部あり。
- 『決定版 三島由紀夫全集33巻・評論8』（新潮社、2003年8月10日）
  - 装幀：新潮社装幀室。装画：柄澤齊。四六判。貼函。布クロス装。丸背。箔押し2色。
  - 月報：小島千加子「三島さんと音楽」。久保田裕子「三島由紀夫の海外における翻訳作品」。［思想の航海術8］田中美代子「筋肉の扉」
  - 収録作品：［評論］昭和39年4月から昭和41年2月まで（連載物は初回が）の評論126篇。「実感的スポーツ論」「反貞女大学」「太陽と鉄」「日本人の誇り」「危険な芸術家」「をはりの美学」ほか